# Ferdinand Bronner

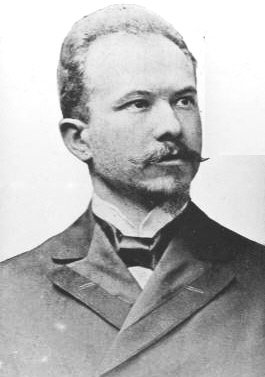
Bronner ca. 1908

Ferdinand Wilhelm Bronner (Pseud. Franz Adamus) (geboren 15. Oktober 1867 in Auschwitz, Österreich-Ungarn; gestorben 8. Juni 1948 in Bad Ischl) war ein österreichischer Schriftsteller und Dramatiker. Er war der Vater des Schriftstellers Arnolt Bronnen (1895–1959).

## Leben
Ferdinand Bronner kam 1867 im Schtetl von Auschwitz als Eliezer Feiwel Bronner zur Welt. Er war der Sohn eines Rabbiners.
Er besuchte das Gymnasium in Bielitz und studierte Germanistik und Philosophie in Wien und Berlin. Bronner heiratete Martha Schelle, sie hatten vier Kinder. Seit 1895 lebten sie in Wien, 1896 zog die Familie nach Jägerndorf, Österreichisch-Schlesien, wo Bronner an der Staats-Realschule Lehrer war. 1900 folgte ein erneuter Umzug der Familie nach Wien, wo er Gymnasialprofessor wurde.
Bronners Sohn Arnolt Bronnen wurde 1937 wegen eines fehlenden Ariernachweises aus der Reichsschrifttumskammer ausgeschlossen. Arnolt Bronnen führte einen Vaterschaftsprozess, um die Vaterschaft Bronners anzuzweifeln. 1941 wurde ihm die arische Abstammung bestätigt, und er wurde damit wieder in die Reichsschrifttumskammer aufgenommen.
Bronner legte sich das Pseudonym »Franz Adamus« zu. Er gilt als einer der ersten naturalistischen Dichter. Mit seinem ersten bekannten Drama Familie Wawroch (1899) zeichnet Bronner ein naturalistisches Elendsbild aus dem österreichischen Proletariat. Es ist der erste Teil einer Trilogie. Während seiner Laufbahn brachte er auch Arbeiterdramen auf die Bühne.

## Werke
- Aus Zeit und Ewigkeit. Ein Liederbuch. Raumann, Leipzig 1893.
- Jahrhundertwende. Ein Dramencyklus (Trilogie) (1899–1902)
  - 1900 (zwei Auflagen): Familie Wawroch. Ein österreichisches Drama in vier Akten. Mit einem Geleitwort von Ernst Freiherr von Wolzogen. Albert Langen, Paris/Leipzig/München 1899.
  - 1902: Neues Leben (Unser Kinder Land)
- Schmelz, der Nibelunge. Komödie in vier Akten. Wien: Wiener Verlag, 1905.[6]
- Vaterland. Drama aus Tirols Heldenzeit in vier Akten. Wien: Karl Fromme, 1911